# Инфикс
Инфиксът е вид афикс, който се вмъква в самия корен на думата, например в латински vincō 'побеждавам', срв. с перфекта vīcī 'победих', в гръцки λαμβάνει (lambánei) 'взема', но аорист ἔ-λαβε (é-labe)'взе', в санскрит yunákti 'свързва', но аорист áyujat 'свърза', в старобългарски сѧдѫ, но аорист сѣдъ. В древните индоевропейски езици широко се използва назален инфикс при образуване на сегашно време.